# Tempestade tropical Danas (2007)
A tempestade tropical severa Danas (designação internacional: 0710; designação do JTWC: 11W) foi um ciclone tropical ativo em latitudes relativamente altas no Oceano Pacífico noroeste durante meados de Setembro de 2007. Danas formou-se de uma perturbação tropical a noroeste da Ilha Wake em 7 de Setembro e seguiu para noroeste, atingindo o pico de intensidade com ventos máximos sustentados de 120 km/h em 13 de Setembro na latitude 38°N, latitude relativamente pouco comum para ciclones tropicais. Assim que Danas começou a seguir para nordeste em 14 de Setembro, tornou-se um ciclone extratropical.
Por estar distante da costa durante seu período de existência, Danas não causou vítimas ou prejuízos.

## História meteorológica

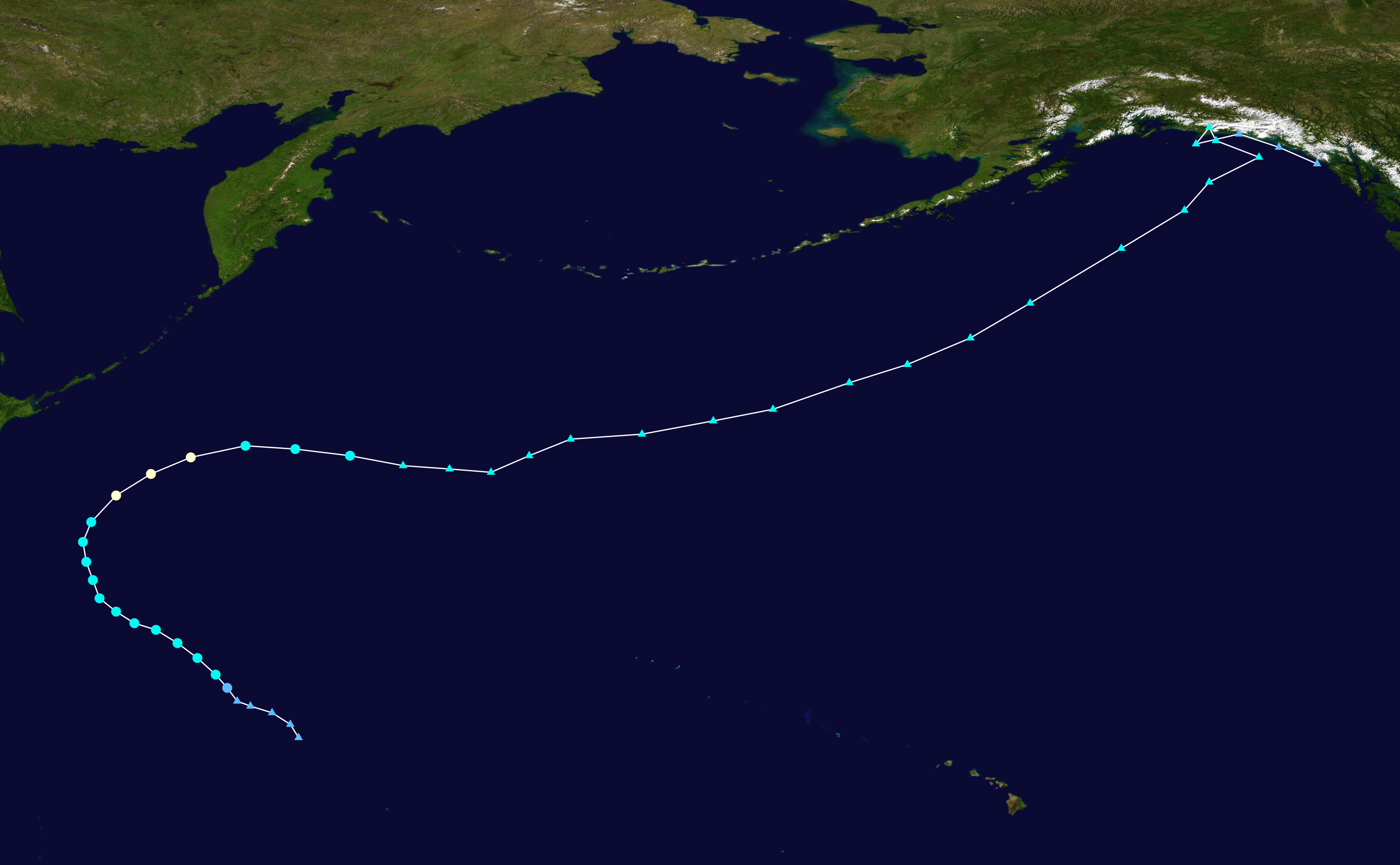
O caminho de Danas

Em 3 de Setembro, uma área de convecção associada a um cavado de monção foi notada a 20°N; 165,0E. O Joint Typhoon Warning Center começou a monitorar a perturbação no dia seguinte, notando que as condições meteorológicas de altos níveis não eram favoráveis naquele momento. Mesmo assim, o sistema continuou a se intensificar e a Agência Meteorológica do Japão classificou-o como uma fraca depressão tropical durante a manhã de 6 de Setembro. Durante a noite (UTC) daquele dia, o JTWC emitiu um alerta de formação de ciclone tropical (AFCT) sobre o sistema em desenvolvimento, notando a consolidação da circulação ciclônica de baixos níveis associado ao sistema. O sistema continuou a se intensificar e o JTWC classificou-o como uma depressão tropical às 06:00 (UTC) de 7 de Setembro. Naquele momento, o centro da depressão estava localizado a cerca de 1.575 km a leste de Iwo Jima.
Seguindo para noroeste sob a influência de uma alta subtropical ao seu nordeste, a depressão continuou a se intensificar e o sistema tornou-se uma tempestade tropical apenas seis horas depois de ter se tornado uma depressão. Naquele momento, o centro da tempestade estava localizado a cerca de 1.520 km a leste-nordeste de Iwo Jima. Praticamente ao mesmo tempo, a AMJ também classificou o sistema numa tempestade tropical, atribuindo-lhe o nome Danas, que foi submetido pelas Filipinas e significa em tagalog sentir, experimentar. Danas continuou a se intensificar lentamente, mesmo sob os efeitos da intrusão de massas de ar mais seco e pela passagem por águas mais frias deixadas pelo turbilhamento do oceano causado pela passagem do tufão Fitow. Além disso, o sistema não apresentava bons fluxos externos meridionais e setentrionais e o sistema seguia em áreas com cisalhamento do vento mais forte. No entanto, assim que Danas alcançou a Corrente de Kuroshio, onde a temperatura da superfície do mar era de aproximadamente 25°-26°C, voltou a se fortalecer. Com isso, a AMJ classificou Danas numa tempestade tropical severa às 18:00 de 9 de Setembro. Danas alcançou o pico de intensidade, com ventos máximos sustentados de 110 km/h, segundo o JTWC, numa latitude relativamente alta para um ciclone tropical (38°N). Danas começou então a seguir para o norte e posteriormente para nordeste assim que seguia pela periferia da alta subtropical ao seu leste, e também pela aproximação de um cavado de médias latitudes. Naquele momento, Danas estava localizado a cerca de 805 km a leste-nordeste de Misawa, Japão. A influência do cavado de médias latitudes deu início à transição extratropical do sistema. No começo da madrugada de 11 de Setembro, o JTWC emitiu o último aviso sobre Danas assim que o sistema tinha completado a transição extratropical. Mais tarde, a AMJ desclassificou Danas para uma tempestade tropical e emitiu seu último aviso horas depois.
Danas continuou como um intenso ciclone extratropical assim que se movia para leste, sob os ventos do oeste. Finalmente, em 17 de Setembro, os remanescentes extratropicais de Danas dissiparam-se ao largo da costa do Alasca. Em 12 de Maio de 2008, quando o JTWC liberou os seus gráficos de melhor trajetória, classificou Danas como um tufão equivalente a um furacão de categoria 1 na escala de furacões de Saffir-Simpson.

## Preparativos e impactos
Como Danas esteve durante todo o seu período de existência afastado da costa, não causou nenhum tipo de prejuízo. Nenhuma estação meteorológica registrou a passagem do sistema e apenas um navio relatou condições meteorológicas associadas a Danas.